# Les Sorinières
Les Sorinières är en kommun i departementet Loire-Atlantique i regionen Pays de la Loire i nordvästra Frankrike. Kommunen ligger i kantonen Vertou som tillhör arrondissementet Nantes. År 2022 hade Les Sorinières 9 163 invånare.

## Befolkningsutveckling
Antalet invånare i kommunen Les Sorinières
| Referens: INSEE |